# Gorgonops longifrons
A Gorgonops longifrons az emlősszerűek (Synapsida) osztályának a Therapsida rendjébe, ezen belül a Gorgonopsidae családjába tartozó faj.

## Tudnivalók
A Gorgonops longifrons fajból csak egy hatalmas példányt ismerünk. E példánynak is csak a hiányos, lapított koponyáját, amely 35 centiméter hosszú volt. Az állat szemürege és orra nagyobb volt, mint a Gorgonops whaitsinak, amely lehet, hogy az őse volt. A maradványt a Beaufort Westnél találták a Tropidostoma és Cistecephalus rétegekben. Az állatot Haughton 1915-ben, Gorgonognathus longifronsnak is nevezi.